# Razzia (film, 2017)
Pour plus de détails, voir Fiche technique et Distribution.
Razzia est un film franco-belgo-marocain réalisé par Nabil Ayouch, sorti en août 2017 au festival de Toronto et en février 2018 en France.
Il est présenté en section Contemporary World Speakers - Platform au Festival international du film de Toronto 2017.

## Synopsis
Sur fond de révoltes sociales au Maroc, Razzia mêle cinq destins singuliers. Ces cinq portraits fictionnels d'hommes et de femmes présentent des personnages en lutte, dont les trajectoires semblent converger vers un idéal commun de liberté. 

## Fiche technique
- Titre français : Razzia
- Réalisation : Nabil Ayouch
- Scénario : Nabil Ayouch et Maryam Touzani
- Photographie : Virginie Surdej
- Son : Zacharie Naciri
- Montage : Sophie Reine
- Pays d'origine :  Maroc- France- Belgique
- Format : couleur - DCP
- Genre : drame
- Durée : 119 minutes
- Date de sortie :
  -  Canada : 9 septembre 2017 (Festival international du film de Toronto 2017)
  -  Maroc : 14 février 2018
  -  France : 14 mars 2018

## Distribution
- Maryam Touzani : Salima
- Arieh Worthalter : Joe
- Amine Ennaji : Abdallah
- Abdelilah Rachid : Hakim
- Dounia Binebine : Inès
- Abdellah Didane : Ilyas
- Amal Essaqr : Mère d'Inès

## Sortie

### Accueil critique
En France, le site Allociné recense une moyenne des critiques presse de 3,3/5, et des critiques spectateurs à 3,9/5.

### Box-office
- France : 154 768 entrées[3]